# Carme Tort Creus
Carme Tort Creus (Artés, Bages, 4 de gener de 1978) és una corredora de muntanya catalana.
Durant la seva trajectòria esportiva ha estat vinculada al Club Atlètic Manresa, al Centre Excursionista d'Avinyó, al Centre Excursionista Comarca del Bages i al Club Triatló Sant Joan de les Abadesses, i des del 2001 ha estat membre de la selecció catalana. L'any 2002 fou tercera en la classificació final individual de la I Copa del Món per equips de curses d'altitud. Posteriorment, ha aconseguit més títols mundials per equips amb Catalunya. El 2008 guanyà el Triatló Vila de Sitges.
Entre els seus èxits esportius es pot destacar el primer lloc en la classificació de la Mitja Marató de Vilanova del 2016, i també en la Mitja Marató de Sitges del 2017.